# KamLand
KamLAND (Kamioka Liquid Scintillator Antineutrino Detector) – eksperyment neutrinowy, badający oscylacje neutrin reaktorowych. Detektor o masie 1000 ton, wypełniony ciekłym scyntylatorem i zawierający ok. 1850 fotopowielaczy, znajduje się w Japonii w kopalni w Kamioce (na miejscu detektora Kamiokande).
W eksperymencie mierzony jest strumień antyneutrin elektronowych {\displaystyle {\overline {\nu }}_{e}} produkowanych przez 55 znajdujących się w Japonii reaktorów jądrowych. Oczekiwany strumień neutrin można obliczyć znając moc reaktora i jego odległość od detektora. Odstępstwa od oczekiwanych wartości wskazują na znikanie antyneutrin elektronowych, a zależność liczby zarejestrowanych neutrin od ich energii potwierdza hipotezę o oscylacjach neutrin.
Neutrina rejestrowane są dzięki odwrotnemu rozpadowi beta: νe + p → e+ + n.
Powstały pozyton anihiluje, dając sygnał o zajściu reakcji, a neutron jest wychwytywany przez jądro atomowe po ok. 207 mikrosekundach. Koincydencja tych dwóch sygnałów pozwala efektywnie oddzielać takie zdarzenia od tła.
Wyniki KamLANDu uzupełniają i potwierdzają wyniki badań oscylacji neutrin słonecznych. KamLAND zaraportował także rejestrację geoneutrin (antyneutrin powstających w rozpadach uranu i toru wewnątrz Ziemi).